# Joan Ivarra
Joan Ivarra o Joan Yvarra (Tolosa, Guipúscoa ? - València, 1486) fou un notable picapedrer tardogòtic valencià d'origen basc. Feu la major part de la seua obra a la ciutat de València. El 1481 treballava en una important obra de picapedreria al Palau de la Generalitat Valenciana, juntament amb Pere Comte. El 1483 s'iniciaren els treballs de la Llotja de València, on participaren de nou junts Pere Comte i Joan Ivarra. El 1486 morí a la ciutat de València i les obres de la Llotja foren continuades per Pere Comte.